# 제니온과
제니온과(Zenionidae)는 달고기목에 속하는 조기어류과의 하나이다. 대서양과 인도양 그리고 태평양에서 발견된다. 3개 속 7종으로 이루어져 있다.

## 분포 및 서식지
모든 대양에서 널리 발견되지만, 남아프리카와 서태평양 열대 해역에서 가장 많이 발견된다. 지중해에서는 서식하지 않는다. 수심 300~600m의 점심해저대에서 발견된다.

## 하위 속
제니온과는 다음과 같이 분류한다.
- Capromimus
- Cyttomimus
- 제니온속 (Zenion)